# Rémi Brodard
Pour les articles homonymes, voir Brodard.
Rémi Brodard, né le 25 avril 1927 à La Roche (originaire du même lieu et de Pont-la-Ville) et mort le 3 janvier 2015, est une personnalité politique suisse, membre du parti démocrate-chrétien. Il est membre du Conseil d'État du canton de Fribourg de 1971 à 1986.

## Biographie
Rémi Brodard naît le 25 avril 1927 à La Roche, dans le district de la Gruyère. Il est originaire du même lieu et de la commune voisine de Pont-la-Ville. Son père, Albert, est agriculteur, tandis que sa mère, née Marie Brodrad, s'occupe du foyer familial. Il est le cadet d'une fratrie de quatorze enfants.
Il suit l'école primaire de La Roche puis entreprend des études secondaires au Collège Saint-Michel à Fribourg (maturité gymnasiale classique latin-grec en 1949). Licencié en droit de l'Université de Fribourg en 1953, il obtient ensuite son brevet d'avocat et ouvre une étude à Fribourg pour y pratiquer le barreau de 1957 à 1960.
Il est marié à Michèle, née Dousse, et père de trois enfants.

### Parcours politique
Dans l'exercice de ses fonctions préfectorales, Rémi Brodard s'est fondé sur la loi cantonale sur les auberges pour emprisonner des personnes au pénitencier de Bellechasse. Il s’agissait d'internements administratifs de jeunes et d'adultes pour des raisons d'inconduite ou de fainéantise qui, selon lui, « compromettent par ce fait même la santé et la sécurité du public ».
Lors de l'élection de 1986, après 15 ans d'activités au Conseil d'État, Rémi Brodard se désiste à contre-cœur au deuxième tour au profit de la première femme élue à un gouvernement cantonal romand, Roselyne Crausaz,. Durant son allocution démissionnaire, il souhaite à son successeur « moisson de fruits mûrs, parce que mûrement réfléchis ».